# Josep Gonzalvo
José Gonzalvo Falcón (* 16. Januar 1920 in Mollet del Vallès; † 31. Mai 1978 in Barcelona), auch bekannt als Gonzalvo II oder Josep Gonzalvo, war ein spanischer Fußballspieler und -trainer.
Sein älterer Bruder Juli Gonzalvo, bekannt als Gonzalvo I, spielte für Espanyol Barcelona, während sein jüngerer Bruder Marià Gonzalvo, bekannt als Gonzalvo III, ebenfalls für den FC Barcelona und Spanien spielte.

## Karriere
Josep Gonzalvo spielte, während er seinen Militärdienst absolvierte, für den spanischen Zweitligisten SD Ceuta. 1943 wechselte er zu CE Sabadell, wo er zusammen mit seinen jüngeren Bruder Juli spielte. Sein Ligadebüt gab er am 26. September 1943 bei der 2:5-Niederlage gegen den FC Sevilla. Nach nur einer Saison bei Sabadell ging er 1944 zum FC Barcelona. In seinen sechs Jahren bei Barcelona spielte er an der Seite von Josep Escolà, Juan Zambudio Velasco, César und Mariano Martín, gewann drei spanische Meisterschaften und bestritt insgesamt 146 Ligaspiele für den FC Barcelona. Seine Profikarriere beendete er nach der Saison 1952/53, in der er für Real Saragossa aktiv war.
Zwischen 1948 und 1950 bestritt Gonzalvo acht Länderspiele für Spanien und nahm zusammen mit seinem Bruder Marià an der WM 1950, die Spanien als Vierter abschloss, teil. Sein erstes Spiel für Spanien absolvierte er am 30. Mai 1948 beim 2:1 gegen Irland. Im Zeitraum von 1942 bis 1950 spielte er außerdem fünf Mal für die katalanische Fußballauswahl.
Im Januar 1963 übernahm er das Traineramt von László Kubala beim FC Barcelona. Auch wenn er Barça nur für 15 Ligaspiele coachte, konnte er das Team 1963 zum Gewinn der Copa de S.E. El Generalísimo führen.

## Erfolge
Spieler:
- Spanische Meisterschaft: 1945, 1948, 1949
- Copa Latina: 1949
- Copa de Oro Argentina/Copa Eva Duarte: 1945, 1949
- WM-Teilnahme: 1950 (5 Einsätze)

Trainer:
- Copa de S.E. El Generalísimo: 1963